# الإسلام في إنجلترا
الإسلام في إنجلترا هو أكبر ديانة بعد مسيحية، ومعظم المسلمين مهاجرين من جنوب آسيا (خاصة بنجلاديش وباكستان وكشمير) أو من نسل مهاجرين من تلك المنطقة. وينتمي الكثيرون إلى مناطق يسيطر عليها المسلمون مثل الشرق الأوسط وأفغانستان وماليزيا والصومال وأجزاء أخرى من البلدان الأفريقية مثل نيجيريا وأوغندا وسيراليون.
وفقًا لتعداد 2011، يعيش 2.7 مليون مسلم في إنجلترا وويلز، بزيادة تقارب المليون عن التعداد السابق، حيث يشكلون 5.0٪ من عموم السكان و9.1٪ من الأطفال دون سن الخامسة.

## التاريخ

### العصور الوسطى

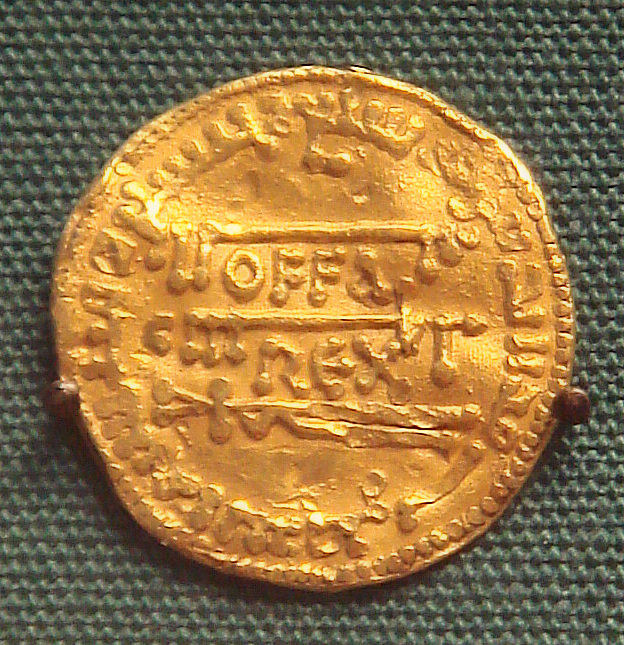
دينار / دينار ذهبي للملك أوفا، منسوخ من دينار الخلافة العباسية (774)؛ يتضمن النص العربي محمد رسول الله، سطر من الشهادة.

على الرغم من أن الإسلام يُنظر إليه عمومًا على أنه وصل حديثًا إلى إنجلترا، كان هناك اتصال طفيف بين الإنجليز والمسلمين لقرون عديدة.
من الأمثلة المبكرة على ذلك قرار أوفا، ملك مرسيا في القرن الثامن (إحدى الممالك الأنجلو ساكسونية الموجودة في ذلك الوقت)، بسك عملة معدنية بنقش إسلامي - تشبه إلى حد كبير نسخة من العملات المعدنية التي أصدرها الحاكم المسلم المعاصر الخليفة المنصور. ربما تم سك هذه العملات المعدنية لمجرد المكانة أو لتسهيل التجارة مع خلافة قرطبة المتوسعة، حيث كانت دينارات الذهب الإسلامية أهم عملة معدنية في البحر الأبيض المتوسط في ذلك الوقت. بدت عملة أوفا وكأنها عملة أصلية بما يكفي لقبولها بسهولة في جنوب أوروبا، بينما كان اسمه واضحًا في نفس الوقت.
كما توجد إشارات إلى بريطانيا في الأدب الجغرافي الإسلامي المبكر، مثل أعمال القرن التاسع لأحمد بن روستا، التي تصف جزر «براتينية».
كانت الدراسات الإسلامية، وخاصة الفلسفة الإسلامية المبكرة والعلوم الإسلامية، معروفة جيدًا من خلال الترجمة اللاتينية بين المتعلمين في إنجلترا بحلول عام 1386، عندما كان جيفري تشوسر يكتب. في مقدمة إلى حكايات كانتربري، يذكر الرازي (الرازي)، ابن سينا وابن رشد. في حكاية العفو (Pardoner's Tale) يذكر تشوسر جزءًا من عمل ابن سينا المتعلق بالسموم. كان كتاب القانون في الطب لابن سينا (1025)، في الترجمة اللاتينية، نصًا قياسيًا لطلاب الطب حتى القرن الثامن عشر. من المعروف أن روجر بيكون، أحد أوائل المدافعين الأوروبيين عن المنهج العلمي، درس أعمال العديد من الفلاسفة المسلمين الأوائل. على وجه الخصوص، تأثر عمله في البصريات في القرن الثالث عشر بكتاب البصريات (1021) لابن الهيثم.
أشارت مقالة البروفيسور جون مقدسي بعنوان «الأصول الإسلامية للقانون العام»، التي نُشرت في مجلة North Carolina Law Review، بفضول إلى أن القانون العام الإنجليزي مستوحى من الشريعة الإسلامية في العصور الوسطى. ولفت مقدسي مقارنات بين «عقد حماية الديون الإنجليزي» و«العقد الإسلامي»، و«هيئة المحلفين الإنجليزية» و«لفيف الإسلامية» في المدرسة المالكية الكلاسيكية للفقه الإسلامي، وجادل بأن هذه المؤسسات قد تم نقلها إلى إنجلترا من قبل النورمان، «من خلال الارتباط الوثيق بين ممالك روجر الثاني النورماندية في صقلية - حكم الإدارة الإسلامية المحتلة - وهنري الثاني في إنجلترا». جادل المقدسي أيضًا بأن «كليات الحقوق المعروفة باسم نزل المحكمة» في إنجلترا (والتي يؤكد أنها موازية للمدارس) ربما تكون قد نشأت أيضًا من الشريعة الإسلامية. ويذكر أن منهجية قانونية سابقة والمنطق التي كتبها القياس (القياس) هي أيضا مشابهة في كل من نظم القانون العام الإسلامي. جادل علماء قانونيون آخرون، مثل مونيكا غاوديوسي، وجمال مرسي بدر، وأ. هدسون، بأن قانون التوكيل الإنجليزي ومؤسسات الوكالة، التي قدمها الصليبيون، ربما تكون مقتبسة من الوقف الإسلامي ومؤسسات الحوالة التي صادفوها في الشرق الأوسط. يشير بول براند أيضًا إلى أوجه التشابه بين الوقف والـtrust المستخدم في إنشاء كلية ميرتون من قبل والتر دي ميرتون، الذي كان له صلات بفرسان الهيكل، لكن براند يشير أيضًا إلى أن فرسان الهيكل كانوا مهتمين في المقام الأول بمحاربة المسلمين بدلاً من التعلم منهم، مما يقلل من احتمال تقليدهم للمؤسسات الشرعية الإسلامية.

### الفترة الحديثة المبكرة
أول إنجليزي اعتنق الإسلام وذكر اسمه جون نيلسون. ادعى كاتب القرن السادس عشر ريتشارد هاكلويت أنه أُجبر على التحول، على الرغم من أنه ذكر في نفس القصة الإنجليز الآخرين الذين تحولوا عن طيب خاطر.

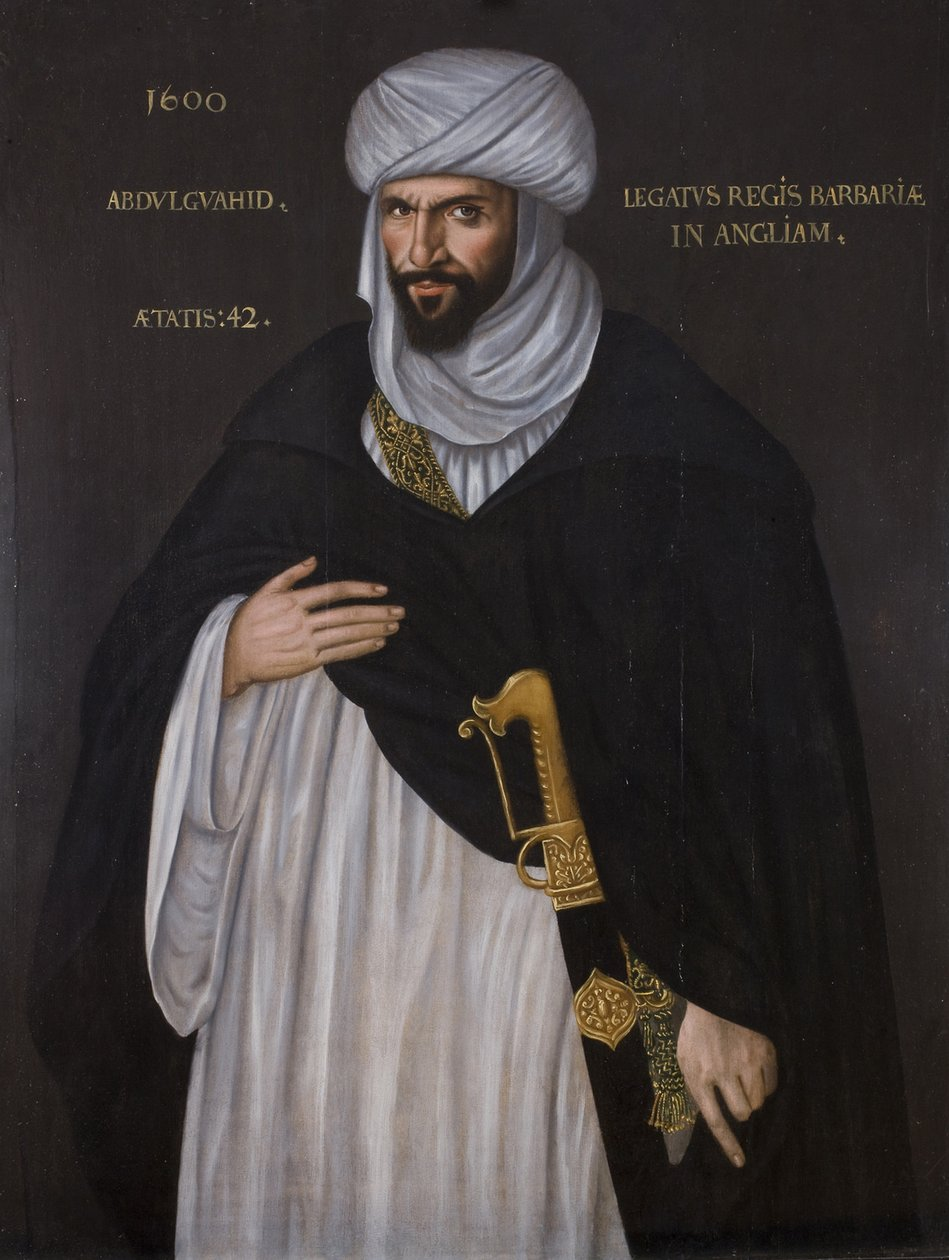
صورة لعبد الواحد بن مسعود، سفير مغاربي لدى الملكة إليزابيث الأولى عام 1600

كان الكابتن جون وارد من كينت واحدًا من عدد من البحارة البريطانيين الذين أصبحوا قراصنة متمركزين في المغرب العربي والذين اعتنقوا الإسلام أيضًا (انظر أيضًا جهاد بحري).
أصبح الموحدين مهتمين بالإيمان، وكتب هنري ستوب مؤيدًا جدًا للإسلام لدرجة أنه يعتقد أنه تحول أيضًا إلى الإيمان.
كان للمور المسلمين تأثير ملحوظ على أعمال جورج بيل وويليام شكسبير. ظهرت بعض أعمالهم بشخصيات مغاربية، مثل Peele's The Battle of Alcazar وتاجر البندقية لشكسبير وTitus Andronicus وعطيل، والتي تميزت بشخصية Moorish Othello. يقال إن هذه الأعمال مستوحاة من عدة وفود مغاربية من المغرب إلى إنجلترا الإليزابيثية حوالي عام 1600. تم رسم صورة لأحد السفراء المغاربيين، عبد الواحد بن مسعود بن محمد أنون، الذي جاء للترويج لتحالف أنجلو-مغربي.
تم ارتداء العمائم في عصر النهضة بإنجلترا. بينما تشكلت العلاقات الودية بين إنجلترا والحضارات الإسلامية في الشرق الأوسط في أوائل القرن السادس عشر، كانت الطبقات العليا ترتدي أحيانًا الأزياء الفارسية والتركية كشكل من أشكال الحفلات أو الملابس التنكرية.

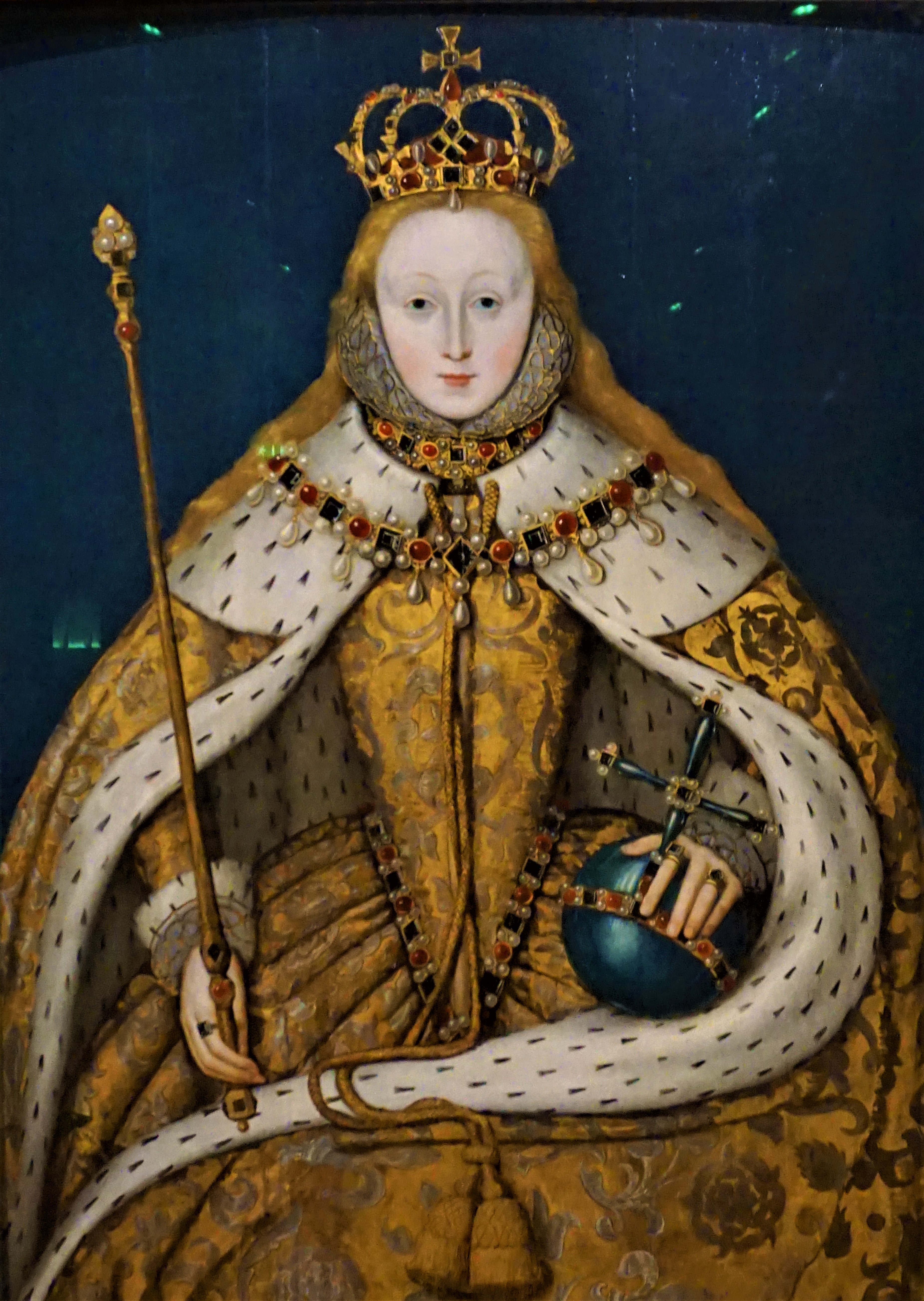
كانت إليزابيث الأولى ملكة إنجلترا واحدة من أوائل الملوك البريطانيين الذين أقاموا علاقات وتحالفات وتجارة مع الدول ذات الأغلبية المسلمة.

كما أقيمت علاقات دبلوماسية مع الإمبراطورية العثمانية من خلال استئجار شركة ليفانت وإرسال أول سفير إنجليزي إلى الباب العالي، ويليام هاربورن، في عام 1578. لأول مرة، تم توقيع معاهدة تجارية في عام 1580. تم إرسال العديد من المبعوثين في كلا الاتجاهين وحدث تبادل الرسائل بين إليزابيث والسلطان مراد الثالث. في إحدى المراسلات، ذكر مراد فكرة أن الإسلام والبروتستانتية لديهما «قواسم مشتركة أكثر بكثير من الكاثوليكية الرومانية، حيث رفض كلاهما عبادة الأصنام»، ودافع عن تحالف بين إنجلترا والإمبراطورية العثمانية. مما أثار استياء أوروبا الكاثوليكية، أن صدرت إنجلترا من القصدير والرصاص (لصب المدافع) والذخيرة إلى الإمبراطورية العثمانية، وناقشت إليزابيث بجدية العمليات العسكرية المشتركة مع مراد الثالث أثناء اندلاع الحرب مع إسبانيا عام 1585، حيث كان فرانسيس والسينغهام يضغط. لتدخل عسكري عثماني مباشر ضد العدو الإسباني المشترك. على الرغم من أنها لم تتلق أي مساعدة من العثمانيين، إلا أن علاقاتها مع السلاطين لم تتزعزع.
في إنجلترا في القرن السابع عشر، كانت هناك «موجة ثانية» من الاهتمام بدراسة العلوم العربية والفلسفة الإسلامية. كانت المخطوطات العربية تعتبر مفتاح «بيت الكنز» للمعرفة القديمة، مما أدى إلى تأسيس الكراسي العربية في جامعتي أكسفورد وكامبريدج، حيث يتم تدريس اللغة العربية. حيث حصلوا على مجموعة كبيرة من المخطوطات العربية، تم جمعها في أماكن مثل مكتبة بودليان في أكسفورد. وقد سعى الفلاسفة الطبيعيون وراء هذه المخطوطات العربية لأبحاثهم في موضوعات مثل علم الفلك أو الرياضيات، كما اشتملت أيضًا على موضوعات تتراوح من العلوم والدين والطب إلى الطباعة ونباتات الحدائق.
إلى جانب الأدب العلمي والفلسفي، تُرجمت أيضًا أعمال الأدب الروائي العربي إلى اللاتينية والإنجليزية خلال القرنين السابع عشر والثامن عشر. أشهرها كانت ألف ليلة وليلة، والتي تُرجمت لأول مرة إلى الإنجليزية عام 1706 ومنذ ذلك الحين كان لها تأثير عميق على الأدب الإنجليزي. ومن الأعمال الشهيرة الأخرى رواية ابن طفيل الفلسفية حي بن يقظان، والتي تُرجمت إلى اللاتينية باسم Philosophus Autodidactus بواسطة إدوارد بوكوك الأصغر عام 1671 ثم إلى الإنجليزية لسيمون أوكلي عام 1708. ربما ألهمت الترجمة الإنجليزية لـحي بن يقظان، التي تقع على جزيرة صحراوية، دانيال ديفو لكتابة روبنسون كروزو، التي تعتبر أول رواية باللغة الإنجليزية، في عام 1719. تشمل الأعمال الأدبية المترجمة اللاحقة ليلى والمجنون والرسالة الكاملية في السيرة النبوية Theologus Autodidactus لابن النفيس.
احتلت شركة الهند الشرقية البريطانية البنغال (الآن بنغلاديش وغرب البنغال)، وهي مقاطعة غنية من موغال الهند ذات أغلبية مسلمة وأقلية هندوسية، في معركة بلاسي عام 1757. ساهم نهب البنغال بشكل مباشر في الثورة الصناعية في إنجلترا، مع رأس المال المكدس من البنغال الذي استخدم للاستثمار في الصناعات البريطانية مثل صناعة المنسوجات خلال الثورة الصناعية وزيادة الثروة البريطانية بشكل كبير، بينما أدى في نفس الوقت إلى تراجع التصنيع في البنغال. مع تأسيس الهند البريطانية، حكمت الإمبراطورية البريطانية عددًا كبيرًا من السكان المسلمين.
بحلول وقت الاتحاد مع اسكتلندا عام 1707، كانت أعداد صغيرة فقط من المسلمين تعيش في إنجلترا. أول مجموعة كبيرة من المسلمين وصلت، في القرن الثامن عشر، كانوا بحارة (لاسكار) تم تجنيدهم من شبه القارة الهندية (معظمهم من منطقة البنغال) للعمل في شركة الهند الشرقية البريطانية، واستقر العديد منهم واتخذوا زوجات محليات. تم الإبلاغ عن وصول 38 بحارًا إلى الموانئ البريطانية عام 1760. بين عامي 1803 و1813، كان هناك أكثر من 10000 بحَّارًا من شبه القارة الهندية يزورون مدن وبلدات الموانئ البريطانية. بحلول عام 1842، زار 3000 بحَّارًا المملكة المتحدة سنويًا، وبحلول عام 1855، كان 12000 بحَّارًا يصلون سنويًا إلى الموانئ البريطانية. في عام 1873، وصل 3271 بحَّارًا إلى بريطانيا. خلال أوائل القرن التاسع عشر، زار البحارة بريطانيا بمعدل 1000 كل عام، والتي زادت بمعدل 10000 إلى 12000 كل عام طوال أواخر القرن التاسع عشر.
نظرًا لكون الغالبية من البحارة، وُجدت المجتمعات الإسلامية المبكرة في المدن الساحلية. جاء الطهاة البحريون أيضًا، وكثير منهم من قسم سيلهيت في بنغلاديش الآن. أحد أشهر المهاجرين البنغاليين المسلمين الأوائل إلى إنجلترا كان ساكي دين ماهوميت، قبطان شركة الهند الشرقية البريطانية الذي أسس في عام 1810 أول مطعم هندي في لندن، مقهى هندوستان. وقد اشتهر أيضًا بتقديم الشامبو والتدليك العلاجي إلى المملكة المتحدة.

### العصر الحديث
بحلول عام 1911، بلغ تعداد المسلمين في الإمبراطورية البريطانية 94 مليون نسمة، أي أكبر من تعداد المسيحيين في الإمبراطورية البالغ 58 مليونًا. بحلول العشرينيات من القرن الماضي، ضمت الإمبراطورية البريطانية ما يقرب من نصف السكان المسلمين في العالم. قاتل أكثر من 400 ألف جندي مسلم من الجيش الهندي البريطاني في صفوف بريطانيا خلال الحرب العالمية الأولى، حيث قُتل 62.060 جنديًا أثناء القتال، وقاتل نصف مليون جندي مسلم من الجيش الهندي البريطاني مع بريطانيا ضد النازيين في الحرب العالمية الثانية. صرح ديفيد لويد جورج، رئيس وزراء المملكة المتحدة من عام 1916 إلى عام 1922: "نحن أعظم قوة محمدية في العالم وربع سكان الإمبراطورية البريطانية هم محمديون (وهو اللفظ الذي يُطلقونه على المسلمين).
بدأت الهجرة الجماعية للمسلمين إلى بريطانيا بعد الحرب العالمية الثانية، نتيجة الدمار ونقص اليد العاملة بسبب الحرب. تم تجنيد المهاجرين المسلمين من المستعمرات البريطانية السابقة، في الغالب الهند وباكستان وبنغلاديش، بأعداد كبيرة من قبل الحكومة والشركات لإعادة بناء البلاد. لعبت أعداد كبيرة من الأطباء المعينين من الهند وباكستان، بتشجيع من وزير الصحة إينوك باول في أوائل الستينيات، دورًا رئيسيًا في إنشاء الخدمة الصحية التابعة لـهيئة الخدمات الصحية الوطنية NHS.
واجه المسلمون البريطانيون الآسيويون التمييز والعنصرية بعد خطاب إينوك باول «أنهار الدم» وتأسيس الجبهة الوطنية في أواخر الستينيات. وشمل ذلك عنصرية صريحة في شكل استهزاء بكلمة «باكي» (في إشارة إلى أن المسلمين باكستانيون)، في الغالب من حليقي الرؤوس البيض، والجبهة الوطنية، والحزب الوطني البريطاني، طوال السبعينيات والثمانينيات. بدأ نشطاء بريطانيون باكستانيون وبنغلادشيون بريطانيون، مستوحون من حركة الاستقلال الهندية، وحركة القوة السوداء، والحركة المناهضة للفصل العنصري، عددًا من حركات الشباب الآسيوية المناهضة للعنصرية في السبعينيات والثمانينيات، بما في ذلك حركة برادفورد للشباب في عام 1977 وحركة الشباب البنغلاديشي في أعقاب مقتل الطاب علي في عام 1978، وحركة نيوهام للشباب في أعقاب مقتل أختار علي بيك عام 1980.

## الديموغرافيا
من الأماكن التي تضم عددًا كبيرًا من المسلمين هي برادفورد ولوتون وبلاكبيرن وبرمنغهام ولندن وديوسبري. كما توجد أعداد كبيرة في هاي ويكومب، وسلو، وليستر، وديربي، ومانشستر، ومدن الطواحين في شمال إنجلترا.

السكان المسلمين في مناطق المحلية الإنجليزية.
0.0%-0.9%

المحليات التي يزيد عدد سكانها من المسلمين عن 10 في المائة وفق تعداد عام 2001 كانت:
- لندن بورو أوف تاور هامليتس 36.4٪ 71,389
- لندن بورو بنيوهام 24.3٪ 59293
- بلاكبيرن مع داروين 19.4٪ 26674
- مدينة برادفورد 16.1٪ 75188
- لندن بورو أوف والثام فورست 15.1٪ 32902
- لوتون 14.6٪ 26963
- برمنغهام 14.3٪ 139.771
- ارتفاع ويكومب 14.1٪، 9708
- لندن بورو أوف هاكني 13.8٪ 27908
- لندن بورو أوف إنفيلد 13.5٪ 37388
- بندل 13.4٪ 11988
- سلاو 13.4٪ 15897
- منطقة لندن بورو برنت 12.3٪ 32.290
- لندن بورو أوف ريدبريدج 11.9٪ 28487
- مدينة وستمنستر 11.8٪ 21.346
- منطقة لندن بورو في كامدن 11.6٪ 22906
- لندن بورو هارينجي 11.3٪ 24371
- متروبوليتان بورو أوف أولدهام 11.1٪ 24.039
- ليستر 11.0٪ 30885
- لندن بورو أوف إيلينغ 10.3٪ 31.033
- كيركليس 10.1٪ 39312

تحتوي معظم المدن الكبرى على منطقة واحدة على الأقل بها أغلبية مسلمة حتى لو كانت بقية المدينة بها عدد قليل من المسلمين؛ انظر، على سبيل المثال، Harehills في ليدز. بالإضافة إلى ذلك، من الممكن العثور على مناطق صغيرة ذات أغلبية مسلمة تقريبًا: على سبيل المثال، Savile Town في ديسبري.
في سبتمبر 2009، نشر مكتب الإحصاء الوطني معلومات تظهر أن اسم «محمد» (أو أشكال مختلفة منه مثل أحمد) كان ثالث أكثر أسماء الأولاد شهرة في إنجلترا وويلز.
يعيش حوالي 38 ٪ من مسلمي إنجلترا في لندن، حيث يوجد 1012823 مسلم في تعداد عام 2011، وهو ما يمثل 12.4 ٪ من سكان لندن البالغ عددهم 8173.941 نسمة.

## الطوائف الصغيرة

### الأحمدية
المقر الرئيسي للجماعة الأحمدية حاليا في لندن. حيث قامت هناك في عام 1912. الأحمدية شائعة بشكل خاص في موردن. تُعد ألتون-هامبشاير بمثابة الملتقى الدولي السنوي للجماعة الإسلامية الأحمدية. تشمل المساجد الأخرى للمجموعة جامع الأحمدية ومسجد بيت الإكرام في ليستر.

### الشيعة
المساجد الشيعية عادة ما تتتبع الإثنا عشرية ولكن يرتادها الزيديين والإسماعيليين أيضًا وعادةً ما تشمل مرافق للنساء. هناك 200 ألف شيعي في بريطانيا من إيران والعراق وباكستان وتركيا وغيرها. تشمل المساجد الشيعية المختلفة المركز الحسيني الإسلامي في ستانمور-هارو الذي يعمل كواحد من المساجد الرئيسية للمسلمين الشيعة في بريطانيا. ومن بين الأماكن الأخرى، المسجد الحسيني في نورثولت، وإيلينغ، ومركز الإمام الخوئي الإسلامي في كوينز بارك، وبرنت والمركز الإسلامي في إنجلترا، ومايدا فالي.

## الجماعات العرقية

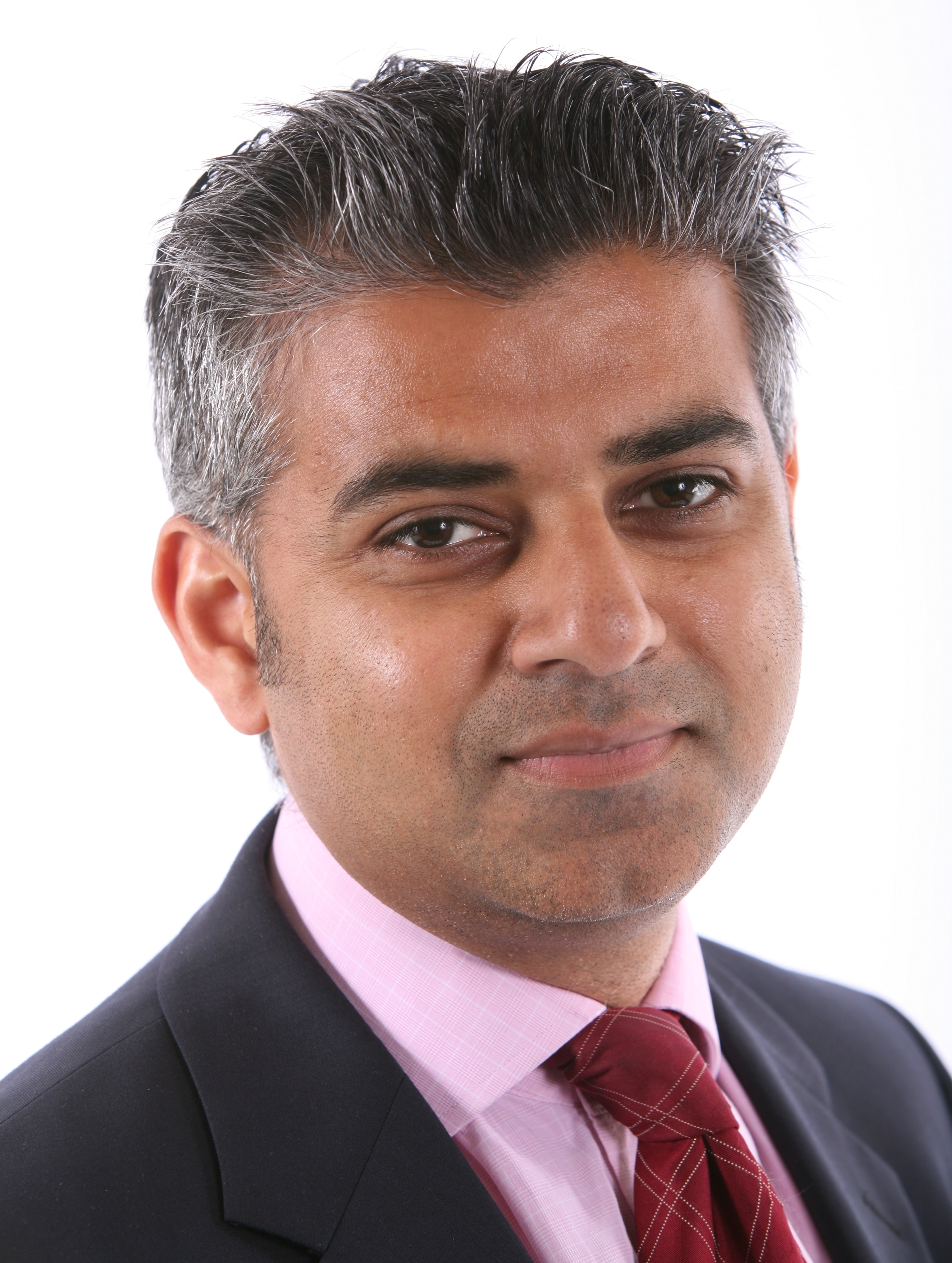
صادق خان، باكستاني بريطاني وأول مسلم ينتخب عمدة للندن.

وفقًا لتعداد 2011، يعيش 2.7 مليون مسلم في إنجلترا وويلز، حيث يشكلون 5.0٪ من السكان.
|                        | عدد المسلمين | المسلمون ٪ من المجموعة العرقية | مجموعة عرقية مثل ٪ من المسلمين |
| ---------------------- | ------------ | ------------------------------ | ------------------------------ |
| أبيض                   | 179.733      | 0.4                            | 11.6                           |
| أبيضبريطاني            | 63,042       | 0.1                            | 4.1                            |
| أبيض أيرلندي           | 890          | 0.1                            | < 0.1                          |
| أبيض أخرى              | 115841       | 8.6                            | 7.5                            |
| مختلط                  | 64262        | 9.7                            | 4.2                            |
| أبيض وأسود الكاريبي    | 1,385        | 0.6                            | 0.1                            |
| أبيض وأسود أفريقي      | 10523        | 13.3                           | 0.7                            |
| أبيض وآسيوي            | 30397        | 16.1                           | 2.0                            |
| مختلطة أخرى            | 21957        | 14.1                           | 1.4                            |
| آسيوي أو آسيوي بريطاني | 1,139,065    | 50.1                           | 73.7                           |
| هندي                   | 131662       | 12.7                           | 8.5                            |
| باكستاني               | 657680       | 92.0                           | 42.5                           |
| بنجلاديشية             | 261,776      | 92.5                           | 16.8                           |
| آسيويون آخرون          | 90.013       | 37.3                           | 5.8                            |
| أسود أو أسود بريطاني   | 106345       | 9.3                            | 6.9                            |
| أسود الكاريبي          | 4,477        | 0.8                            | 0.3                            |
| الأفريقي الأسود        | 96136        | 20.0                           | 6.2                            |
| أسود آخر               | 5732         | 6.0                            | 0.4                            |
| صينى                   | 752          | 0.3                            | < 0.1                          |
| مجموعة عرقية أخرى      | 56429        | 25.7                           | 3.7                            |
| مجموع                  | 1,546,626    | 3.0                            | 100                            |

### الباكستانيون
أكبر مجموعة من المسلمين في إنجلترا وويلز هم من أصل باكستاني. كان الباكستانيون من منطقة ميربور من أوائل الجاليات المسلمة في جنوب آسيا التي استقرت بشكل دائم في المملكة المتحدة، ووصلوا إلى برمنغهام وبرادفورد في أواخر الثلاثينيات. نمت الهجرة من ميربور منذ أواخر الخمسينيات من القرن الماضي، مصحوبة بالهجرة من أجزاء أخرى من باكستان وخاصة من البنجاب التي شملت مدن مثل سيالكوت وجيلوم وجوجار خان وجوجرات وأيضًا من شمال غرب البنجاب بما في ذلك تشاتشي باثانز من منطقة أتوك، وبعض من قرى غازي ونوشيرا وبيشاور. الأشخاص ذوو الأصول الباكستانية بارزون بشكل خاص في ويست ميدلاندز (برمنغهام)، ووست يوركشاير (برادفورد)، ولندن (والثام فورست، نيوهام)، ولانكشاير / مانشستر الكبرى، والعديد من المدن الصناعية مثل لوتون، وسلو، وهاي ويكومب، وأكسفورد.

### البنجلادشيون
المنحدرون من أصل بنغلادشي هم من أكبر الجاليات المسلمة (بعد الباكستانيين)، حيث 16.8٪ من المسلمين في إنجلترا وويلز ينحدرون من أصول بنغلاديشية، وتُعد المجموعة العرقية في المملكة المتحدة ذات أكبر نسبة من الناس يتبعون ديانة واحدة، 92٪ مسلمون. تأتي غالبية هؤلاء المسلمين من منطقة سيلهيت في بنغلاديش، ويتركزون بشكل رئيسي في لندن (تاور هامليتس ونيوهام) ولوتون وبرمنغهام وأولدهام. يشكل المسلمون البنغلاديشيون في لندن 24٪ من السكان المسلمين، أي أكبر من أي مجموعة عرقية أخرى.
كان توافر المساجد محدودًا في البداية، وكانت الصلاة تُقام في غرف صغيرة من الشقق حتى ثمانينيات القرن الماضي حيث توفرت مرافق أكثر وأكبر. تم تحويل بعض المعابد والمباني المجتمعية إلى مساجد وبدأت المساجد القائمة في توسيع مبانيها. استمرت هذه العملية حتى يومنا هذا مع توسيع مسجد شرق لندن مؤخرًا حيث يستخدم الآن مركز لندن الإسلامي للصلاة والمرافق الترفيهية والسكن. يعتبر معظم الناس أنفسهم جزءًا من الأمة الإسلامية، وهويتهم تستند إلى دينهم بدلاً من مجموعتهم العرقية. ينخرط الشباب البنغلاديشي بشكل أكبر في الأنشطة الإسلامية والجماعات الحركية، بينما يمارس الجيل الأكبر سناً شعائر إسلامية مختلطة بالثقافة البنغالية. وترتدي العديد من النساء البنغلاديشيات البرقع والعديد من الشابات أو الفتيات يرتدين الحجاب أيضًا.

### الهنود
يُقدَّر أن نحو 8٪ من المسلمين في إنجلترا وويلز هم من أصول هندية، وخاصة أولئك الذين ينحدرون من ولاية غوجارات وغرب البنغال وأوتار براديش وبيهار. بدأ المسلمون الغوجاراتيون من منطقتي سورات وباروش في الهند في الوصول منذ الثلاثينيات واستقروا في مدينتي ديوسبري وباتلي في يوركشاير وأجزاء من لانكشاير. هناك أعداد كبيرة من مسلمي الغوجاراتية في ديوسبري، بلاكبيرن (بما فيها داروين)، بولتون، بريستون، نونيتون، جلوستر ولندن (نيوهام، والتهام فورست وهاكني). بدأت هجرة المسلمين إلى المملكة المتحدة بشكل أساسي من قِبَل الهنود خلال فترة حكم الاستعماري.

### الصوماليون
يوجد في المملكة المتحدة حوالي 43532 مقيمًا صومالي المولد في عام 2001، وما يقدر بنحو 101000 في عام 2008، وهي بذلك موطن لأكبر جالية صومالية في أوروبا. وتشير تقديرات عام 2009 من قبل منظمات الجالية الصومالية إلى أن عدد السكان الصوماليين يبلغ 90 ألف نسمة. على الرغم من أن معظم الصوماليين في المملكة المتحدة هم من الوافدين حديثًا، إلا أن المهاجرين الصوماليين الأوائل كانوا بحارة وتجارًا وصلوا واستقروا في المدن الساحلية في أواخر القرن التاسع عشر. توجد مجتمعات صومالية راسخة في بريستول وكارديف وليفربول ولندن، وتشكلت مجتمعات جديدة في ليستر ومانشستر وشيفيلد. تشير التقديرات إلى أن ما بين 7000 و9000 صومالي يعيشون في ليفربول.

### الأتراك
بدأ الأتراك في البداية بالهجرة بأعداد كبيرة من جزيرة قبرص للعمل ثم مرة أخرى عندما أُجبر القبارصة الأتراك على مغادرة منازلهم أثناء الصراع القبرصي ثم بدأ الأتراك يأتون من تركيا لأسباب اقتصادية. في الآونة الأخيرة، بدأت مجموعات صغيرة من الأتراك الهجرة إلى المملكة المتحدة من دول أوروبية أخرى. في عام 2011، كان هناك ما مجموعه حوالي 500000 شخص من أصل تركي في المملكة المتحدة، يتألفون من حوالي 150.000 مواطن تركي وحوالي 300.000 قبرصي تركي. علاوة على ذلك، في السنوات الأخيرة، كان هناك عدد متزايد من الأتراك الذين يحملون الجنسية البلغارية والألمانية واليونانية والمقدونية والرومانية والذين هاجروا أيضًا إلى المملكة المتحدة. يعيش الغالبية منهم في لندن.

### البيض الأوروبيون

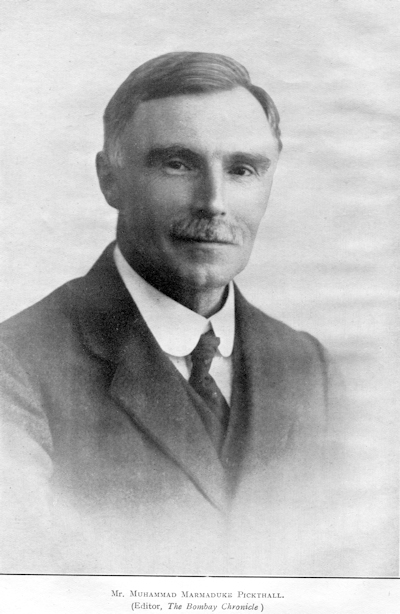
محمد مرمادوك بيكثال، مؤلف كتاب معنى القرآن الكريم.

ذكر تعداد عام 2001 أن هناك 179.733 مسلم وصفوا أنفسهم بـ «البيض» في تعداد عام 2001. وصف 65٪ من المسلمين البيض أنفسهم بأنهم «بيض آخرون» ومن المحتمل أن يكونوا قد نشأوا من مواقع مثل البوسنة والهرسك وكوسوفو وأديغي والشيشان وألبانيا ومقدونيا وتركيا. عرّف باقي المسلمين البيض أنفسهم على أنهم بريطانيون أبيض وأيرلنديون أبيض.

### النيجيريون
هناك أيضًا عدد من المهاجرين المسلمين في إنجلترا الذين وصلوا من نيجيريا. يمثَل المسلمون النيجيريون في المملكة المتحدة من قبل العديد من المنظمات المجتمعية، بما في ذلك منتدى مسلمي نيجيريا، التابع لمجلس المنظمات الإسلامية النيجيرية في المملكة المتحدة وأيرلندا (CNMO) والمجلس الإسلامي البريطاني (MCB).

### المغاربة
على الرغم من قلة البيانات، تشير النتائج إلى أن المغاربة يشكلون مجموعة كبيرة في أوروبا وإنجلترا. تتمتع بريطانيا بعلاقات طويلة مع المغاربيين من خلال الاتصال مع الموريين. ومع ذلك، فإن بريطانيا لديها عدد أقل بكثير من المغاربيين مقارنة بفرنسا وهولندا وإسبانيا، حيث غالبية المسلمين من المغاربة.

## الإرهاب
بدأت الاضطرابات الاجتماعية في الجالية المسلمة في إنجلترا عام 1988 بنشر رواية آيات شيطانية في لندن. حيث أدان آية الله الخميني الكتاب بفتوى عام 1989. أدى الجدل حول الرواية إلى قيام بعض المسلمين في بولتون ثم في برادفورد بحرق الكتب.
كانت تفجيرات لندن في 7 يوليو 2005 سلسلة من الانفجارات المنسقة التي أصابت نظام النقل العام خلال ساعة الذروة الصباحية، مما أسفر عن مقتل 52 شخصًا وكذلك المفجرين الأربعة. وكان هؤلاء من المسلمين البريطانيين وثلاثة باكستانيين وواحد من أصول جامايكية. يبدو أن الدافع وراءهم هو تورط بريطانيا في حرب العراق ونزاعات أخرى. وردًا على ذلك، كتب الدكتور عفيفي العكيتي، زميل مؤسسة الكويت للتقدم العلمي في الدراسات الإسلامية في مركز أكسفورد للدراسات الإسلامية، ومحاضر المركز الإسلامي في الدراسات الإسلامية في كلية أصول الدين - جامعة أكسفورد، فتوى مشهود لها دوليًا ضد الإرهاب بعنوان «الدفاع عن المخطوفين بتوجيه اللوم للمتهورين ضد قتل المدنيين».

## الموقف في المجتمع

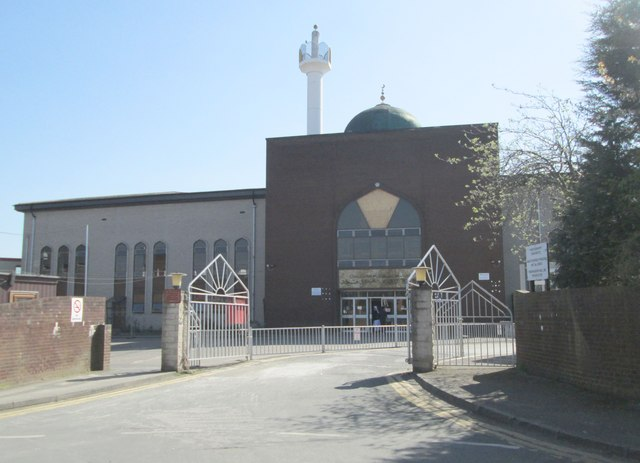
مسجد مركزي في مدينة سافيل. مدينة سافيل هي مدينة ذات أغلبية مسلمة في إنجلترا حيث 93٪ من المسلمين الآسيويين

### الفقر
وفقًا للتحليل القائم على تعداد عام 2001، يعيش المسلمون في إنجلترا في أماكن ذات معايير إسكان متدنية، ومستويات تعليم أقل، وهم أكثر عرضة للإصابة بالأمراض طويلة الأمد، وأن المسلمين في المملكة المتحدة لديهم أعلى معدل للبطالة، وأقل مستوى للصحة، وأقل المؤهلات التعليمية بين الجماعات الدينية. تم تفسير هذه الأرقام، إلى حد ما، من خلال حقيقة أن المسلمين كانوا المجموعة الأقل استقرارًا، ولديهم فئة عمرية أصغر.
بالمقابل، يقدر المجلس الإسلامي في بريطانيا أن هناك أكثر من 10000 مليونير بريطاني مسلم. هناك مجتمع أعمال بريطاني مسلم كبير متنام، بقيادة أصحاب المليارات مثل السير أنور بيرويز.

### التعليم
في دراسة أجريت على أكثر من 13000 شاب وشابة، اختار حوالي 53٪ من مسلمي بريطانيا الالتحاق بالجامعة. وهذه النسبة أعلى من نسبة المسيحيين (45٪) والملحدين (32٪)، ولكنها أقل من نسبة الهندوس والسيخ الذين حصلوا على 77٪ و63٪ على التوالي.
المدارس الإسلامية تتفوق بانتظام على مدارس الديانات الأخرى. في عام 2015، كان لدى أكثر من نصف المدارس الإسلامية متوسط عدد الطلاب الذين حصلوا على شهادة الثانوية العامة (71٪) بينما المعدل الوطني (64٪).

### التمييز
كانت هناك حالات من التهديدات، وهجوم مميت، وهجمات غير مميتة على المسلمين وعلى أهداف إسلامية، بما في ذلك الهجمات على مقابر المسلمين والمساجد. في يناير 2010، أشار تقرير صادر عن مركز أبحاث المسلمين الأوروبيين التابع لجامعة إكستر إلى أن عدد جرائم الكراهية ضد المسلمين قد ازداد، بدءًا من "التهديدات بالقتل والقتل إلى الاعتداءات المتواضعة مثل البصق والاستهزاء بالاسم، واتهم التقرير وسائل الإعلام والسياسيين بتأجيج الكراهية ضد المسلمين.
تعرضت وسائل الإعلام البريطانية لانتقادات لنشرها صور نمطية سلبية عن المسلمين وإذكاء التحيز ضد المسلمين. في عام 2006، جرى انتقاد لوزراء الحكومة البريطانية لمساعدتهم على "إطلاق العنان لرد فعل عنيف معاد للمسلمين" من خلال إلقاء اللوم على الجالية المسلمة في قضايا الاندماج على الرغم من أن الدراسة التي كلفت بها وزارة الداخلية حول الشباب البيض والآسيويين المسلمين أظهرت خلاف ذلك، فقد ذكرت الدراسة أن: الشباب المسلم "هم في الواقع الأكثر تسامحًا" وأن الشباب البريطانيين البيض "لديهم مواقف أكثر تعصبًا بكثير"، وخلصت الدراسة إلى أن عدم التسامح من المجتمع البريطاني الأبيض كان "عائقًا أمام الاندماج". كما وجد استطلاع آخر أجرته مؤسسة غالوب في عام 2009 أن الجالية المسلمة تشعر بقدر أكبر من الوطنية تجاه بريطانيا من عامة السكان البريطانيين، بينما وجد استطلاع آخر أن المسلمين يؤكدون أنهم يدعمون دور المسيحية في الحياة البريطانية أكثر من المسيحيين أنفسهم. في يناير 2010، وجد استطلاع المواقف الاجتماعية البريطاني أن عامة الناس في بريطانيا "من المرجح أن تتبنى آراء سلبية تجاه المسلمين أكثر من أي مجموعة دينية أخرى"، حيث "يشعر واحد من كل أربعة أشخاص" بإيجابية تجاه الإسلام"، و"غالبية البلاد ستشعر بالقلق إذا تم بناء مسجد في منطقتهم، بينما أعرب 15 في المائة فقط عن مخاوف مماثلة بشأن افتتاح كنيسة". ربطت بعض وسائل الإعلام والسياسيين بين قيام المسلمين بذبح كبش الفداء في القرن الحادي والعشرين وبين صعود معاداة السامية في أوائل القرن العشرين.

### وجهات نظر حول الإسلام في لندن
أظهر استطلاع للرأي أجرته London Evening Standard في ديسمبر 2007، والذي شمل مجموعة من مجتمعات العاصمة لندن، بما في ذلك المسلمين، أن 49 ٪ من الذين شملهم الاستطلاع اعتبروا الإسلام غير متسامح بشكل عام، بينما رأى 44 ٪ أنه متسامح بشكل عام. ذكر 51٪ شعورهم أن المسلمين معزولون إلى حد ما عن المجتمعات الأخرى، بينما يعتقد 12٪ أن غالبيتهم كذلك. عارضت أغلبية كبيرة (81٪) أن تحتفل الدولة بيوم العيد بينما وافق 7٪ على ذلك، رفض 88٪ أن تقوم المعلمات المسلمات بتغطية وجوههن في العمل (انظر الجدل البريطاني حول الحجاب). أرادت الأغلبية (55٪) قطع هجرة المسلمين، بينما أراد 33٪ قطعها بشكل كبير. كان يُنظر إلى الإسلام على أنه سبب هجمات 7 يوليو على المدينة في عام 2005 من قِبل 52٪ من الاستطلاع، منهم 35٪ يرون أنه عاملا رئيسيا. تضمنت وجهات النظر من الاستطلاع التي لم تتماشى مع الآراء السلبية إلى حد كبير أن 71٪ سيصوتون لمنصب عمدة مسلم لمدينة لندن إذا كان أفضل مرشح (بينما كان 16٪ ضد مثل هذا التصويت).

## مساجد مشهورة
هناك العديد من المساجد المشهورة في إنجلترا، في مدينة لندن وغيرها من المدن الكبيرة.

### في لندن

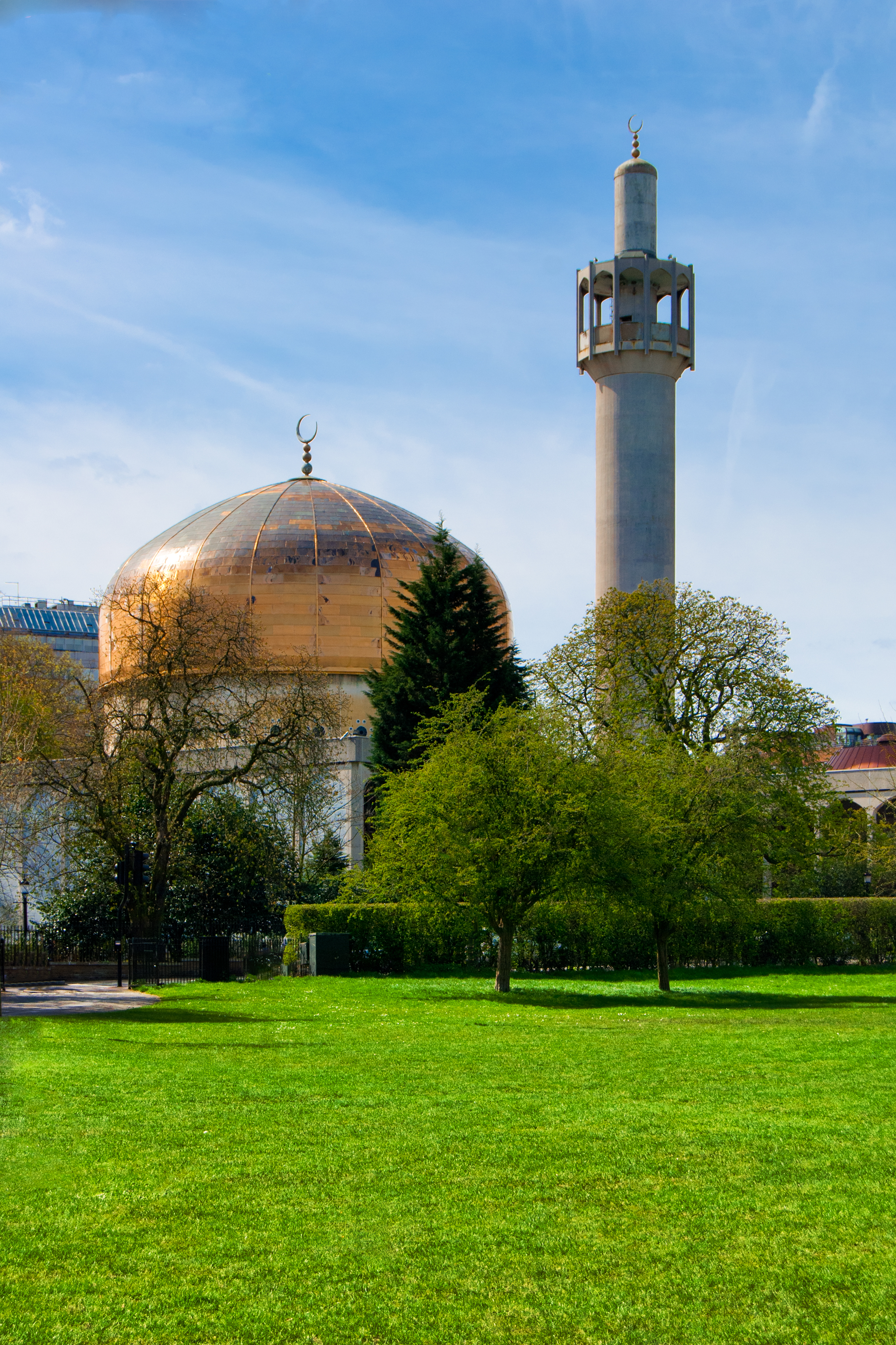
مسجد لندن المركزي، بني عام 1977.

- مسجد فضل، أول مسجد في لندن، بني عام 1926 ومقر إقامة ميرزا مسرور أحمد، المقر العالمي الفعلي للمسلمين الأحمدية.
- مسجد بيت الفتوح
- مسجد شرق لندن
- مسجد فينسبري بارك
- مسجد آبي ميلز
- مسجد لندن المركزي، المعروف أيضًا باسم المركز الثقافي الإسلامي في ريجنت بارك

### في أماكن أخرى
- المسجد الجامع في بريستون

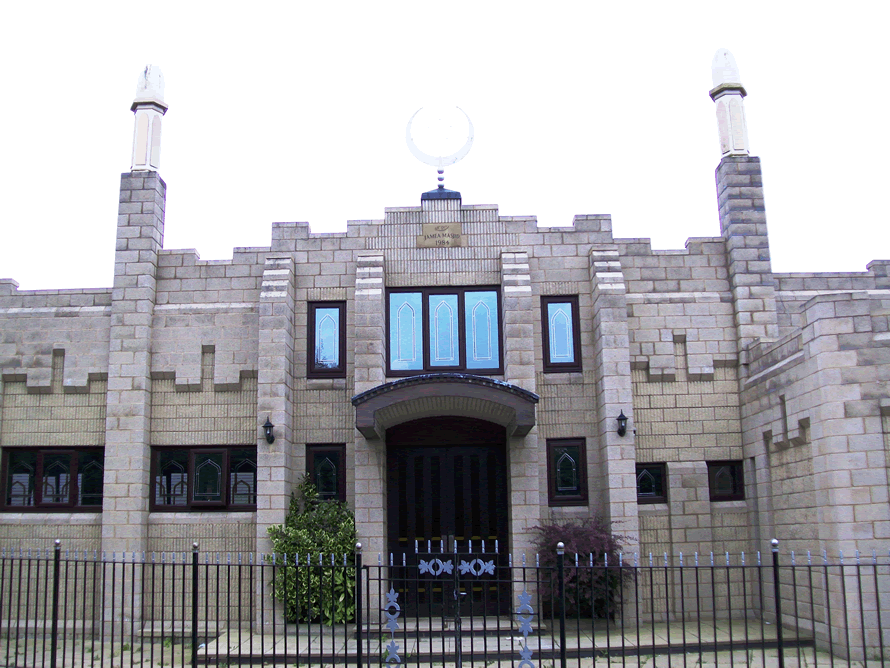
المسجد الجامع في بريستون، يشتهر بتصميمه المعماري.

- كان مسجد شاه جهان في ووكينغ أول مسجد بني لهذا الغرض في بريطانيا
- مسجد مركزي في ديوسبري
- مسجد مانشستر المركزي
- مسجد الرحمة في ليفربول
- مسجد برمنغهام المركزي
- مسجد ليدز الكبير
- مسجد المهدي في برادفورد
- مسجد المدينة المنورة في شيفيلد
- مسجد دار البركات في برمنغهام

## روابط خارجية
- ترتيب السلطات المحلية في إنجلترا وويلز حسب النسبة المئوية للسكان المسلمين في تعداد عام 2001
- إعادة تقييم ما نجمعه موقع - تاريخ لندن الإسلامي للمسلمين في لندن بالأشياء والصور